# Tremoliet
Het mineraal tremoliet ofwel grijze asbest is een calcium-magnesium-inosilicaat met de chemische formule Ca2Mg5Si8O22(OH)2. Het behoort tot de amfibolen.

## Eigenschappen
Het kleurloze, witte, bruine of lichtgroene tremoliet heeft een glas- tot parelglans en een witte streepkleur. Het kristalstelsel is monoklien en de splijting is perfect volgens kristalvlak [110] en duidelijk volgens [010]. De gemiddelde dichtheid is 3,05 en de hardheid is 5 tot 6. Tremoliet is niet radioactief.
Sommige vormen van tremoliet hebben een naaldachtige vezelstructuur en het mineraal is een van de zes verschijningsvormen van asbest, en wordt ook wel grijze asbest genoemd. Het is een zeldzaam toegepaste vorm in verhouding tot blauwe, witte en bruine asbest. Tremoliet zit soms in kit en plaatmateriaal, en meestal in lage concentraties.

## Naamgeving
Het mineraal tremoliet is genoemd naar de Tremola vallei in de Italiaanse Alpen, waar het voor het eerst beschreven werd.

## Voorkomen
Tremoliet is een van de meest voorkomende amfibolen en komt voor in stollings- en metamorfe gesteenten. Met name in calcium-rijke gesteentes die contactmetamorfose ondergaan, wordt tremoliet gevormd.
Het mineraal kwam voor in de destijds grootste mijn voor de winning van vermiculiet, in Libby in de VS. De mijn werd in 1990 gesloten. In 1999 startte een grootte schoonmaakactie om het asbest uit de omgeving te verwijderen en in de mijn terug te storten. Deze operatie was in 2020 grotendeels voltooid.